# Madeleine Della Monica
Madeleine Della Monica, née le 23 juillet 1912 à Paris, est une égyptologue, diplômée de l'École du Louvre et une supercentenaire française.

## Biographie
Madeleine Fortin est la fille de Jean Fortin et de Marie Eulalie Joséphine Marguerite Moulinet. 
Elle se marie le 25 avril 1933 au Vésinet avec Rodolphe Dellamonica, lequel décède le 7 janvier 1992 à Nice. Elle fête son centenaire en 2012 avec Lucie Demoulin et Jeanne Papet, deux camarades d'école au Vésinet.
Elle est la sœur de Suzanne Tunc (26 septembre 1915-30 janvier 2019), théologienne et juriste, épouse d'André Tunc.

### Études
Madeleine Fortin a été en secondaire au cours Janné au Vésinet. Elle a étudié l'égyptologie à l'école du Louvre.

## Publications
- La Classe ouvrière sous les pharaons : étude du village de Deir el Medineh, 1975 (réimpr. 1980)[5],[6]
- Thoutmosis III : le plus grand pharaon, Paris, Léopard d'or, 1992, 235 p. (ISBN 2-86377-104-3)
- Les derniers pharaons, les turbulents Ptolémées d'Alexandre le Grand à Cléopâtre la Grande, Paris, Maisonneuve et Larose, 1997, 164 p. (ISBN 2-7068-1272-9)
- Horemheb, Général Pharaon, Maisonneuve et Larose, 2001, 151 p. (ISBN 978-2-7068-1468-6)
- Mystérieuse Taousert, Inconnue, méconnue, grande reine Pharaon, Paris, Maisonneuve et Larose, 2004, 86 p. (ISBN 2-7068-1856-5)
- L'Égypte des temps difficiles, Des ténèbres à la lumière, Jean Maisonneuve, 2009 (ISBN 978-2-7200-1155-9 et 2-7200-1155-X)